# József Veréb
József Veréb (Komló, 29 november 1903 – Venray, 23 juni 1975) was een Hongaars voetballer en voetbaltrainer die verschillende teams uit Italië en Nederland trainde, waaronder NAC en Enschedese Boys. Eind 1955 verkreeg hij  de Nederlandse nationaliteit. Hij overleed op 23 juni 1975.